# بيتر ديفيد (سياسي)
بيتر ديفيد هو دبلوماسي وسياسي غرينادي، ولد في 26 يوليو 1957 في أبرشية القديس جورج ‏ في غرينادا. نشط حزبياً في National Democratic Congress (Grenada) ‏.